# Lista teoretyków strun
Poniższa lista jest chronologiczna, według daty urodzenia, przez co uzupełnia powiązaną kategorię, sortowaną alfabetycznie i według narodowości.
| imiona i nazwiska  | ur.  | zm.  | uwagi                                    |
| ------------------ | ---- | ---- | ---------------------------------------- |
| Yoichiro Nambu     | 1921 | 2015 | Nagroda Nobla w dziedzinie fizyki (2008) |
| Leonard Susskind   | 1940 |      |                                          |
| David Gross        | 1941 |      | Nagroda Nobla w dziedzinie fizyki (2004) |
| Gabriele Veneziano | 1942 |      |                                          |
| Michio Kaku        | 1947 |      |                                          |
| Michael Duff       | 1949 |      |                                          |
| Edward Witten      | 1951 |      |                                          |
| Joseph Polchinski  | 1954 | 2018 |                                          |
| Barton Zwiebach    | 1954 |      |                                          |
| Robbert Dijkgraaf  | 1960 |      |                                          |
| Krzysztof Meissner | 1961 |      |                                          |
| Lisa Randall       | 1962 |      |                                          |
| Petr Hořava        | 1963 |      |                                          |
| Brian Greene       | 1963 |      |                                          |
| Juan Maldacena     | 1968 |      |                                          |
| Nima Arkani-Hamed  | 1972 |      |                                          |
| Luboš Motl         | 1973 |      |                                          |
| Piotr Sułkowski    |      |      |                                          |